# 大垣内微山蜗牛
大垣内微山蜗牛（学名：Cyclotus ogaitoi），是中腹足目山蜗牛科Cyclotus属的一种。主要分布于台湾，常栖息在高海拔山区，落叶下。